# Leucophlebia luxeri
Leucophlebia luxeri är en fjärilsart som beskrevs av Jean Baptiste Boisduval 1875. Leucophlebia luxeri ingår i släktet Leucophlebia och familjen svärmare. Inga underarter finns listade i Catalogue of Life.